# Абдельжаліль Саубрі
Абдельжаліль Саубрі (фр. Abdeljalil Saubri) (1954) — марокканський дипломат. Надзвичайний і Повноважний Посол Марокко в Україні.

## Життєпис
Народився у 1954 році. Закінчив юридичний факультет університету у місті Монпельє. Володіє арабською, французькою та англійською мовами.
У 1985—1993 рр. — радник Міністерства закордонних справ і співробітництва Королівства Марокко.
У 1993—1994 рр. — співробітник Кабінету Міністра закордонних справ і співробітництва Королівства Марокко.
У 1994—2001 рр. — радник Посольства, Тимчасовий Повірений у справах Королівства Марокко в Бельгії.
У 2001—2004 рр. — начальник відділу Управління співробітництва з європейськими країнами МЗС та співробітництва Королівства Марокко.
У 2005—2013 рр. — Надзвичайний і Повноважний Посол в Україні.
8 вересня 2005 року — вручив вірчі грамоти Президенту України Вікторові Ющенку.